# Frédéric Devreese
Frédéric Devreese, auch Frederik Devreese (* 2. Juni 1929 in Amsterdam; † 28. September 2020) war ein belgischer Komponist und Dirigent. Er war Sohn des Dirigenten und Komponisten Godfried Devreese (1893–1972).

## Leben und Karriere
Devreese, geboren 1929 in Amsterdam, wurde zunächst von seinem Vater, der auch Direktor des Musikkonservatoriums von Mechelen war, ausgebildet. Am Königlichen Konservatorium in Brüssel war er in der Kompositionsklasse von Marcel Poot und Orchesterdirektion studierte er bei René Defossez. Nach dem Militärdienst ergänzte er seine Studien am Konservatorium Amsterdam in den Fächern Kontrapunkt und Fuge unter anderem bei Ernest Willem Mulder. Er ging nach Rom an die alte Accademia di Santa Cecilia und studierte dort bei Ildebrando Pizzetti und Fernando Previtali. Anschließend ging er an die Staatliche Musikakademie in Wien, an der er 1956 bei Hans Swarowsky sein Diplom in Orchesterdirektion machte.
1958 wurde er beim B.R.T. tätig, wo er anfänglich Fernsehsendungen der Weltausstellung in Brüssel realisierte. Nach verschiedenen Durchgangsstationen wurde er letztlich Produzent und Dirigent beim Flämischen Fernsehen B.R.T. (Belgische Radio- en Televisieomroep). Von 1965 bis 1974 war er zusätzlich Lehrer am Reichsinstitut für Theater und Kulturverbreitung in Brüssel. Als Dirigent von mehreren Orchestern, darunter das Belgische Jugendorchester, und Initiator von speziellen Fernsehsendungen hat er sich für junge Musiker eingesetzt.
Devreese hat relativ früh begonnen zu komponieren. 1949 bekam er für sein erstes Klavierkonzert den Preis der Stadt Oostende. Sein Œuvre ist sehr vielseitig, er war an zahlreichen Film- und Tonträger-Produktionen beteiligt.

## Werke

### Werke für Orchester
- 1949 Concerto nr.1 für Klavier und Orchester opus 5
- 1951 Concerto für Violine und Orchester
- 1952 Concerto nr.2 für Klavier und Orchester
- 1953 Deux mouvements pour cordes für Streichorchester
- 1953 Symphonie
- 1955 Concerto nr.3 für Klavier und Orchester
- 1956 Mascarade für Orchester
- 1968 Un soir, un train für Orchester
- 1970 Divertimenti per archi für Streichorchester
- 1973 Belle für Streichorchester
- 1976 Overture für Orchester
- 1981 Prelude für Orchester
- 1983 Concerto nr.4 für Klavier und Orchester
- 1984 Benvenuta für Orchester
- 1986 Gemini für Orchester
- 1988 Ballade à Damien für Kinderchor, Mundharmonika und Streicher
- 1988 L’œuvre au noir für Orchester
- 1989 Valse sacrée für Orchester
- 1994 La partie d'échecs für Streichorchester und Klavier
- 1998 Benvenuta für Alt-Saxophon, Akkordeon und Streichorchester
- 1998 Concertino für Violoncello, Bandoneon und Streichorchester
- 1999 Canti für Violoncello und Orchester
- 2002 Mein Name ist Bach für Streichorchester
- 2003 Variations and theme für Streichorchester
- 2004 Passage für Orchester
- Berceuse & Finale für Violine und Streichorchester

### Werke für Blasorchester
- 1986 Overture for band für Blasorchester
- 1989 Masque für Fanfare-Orchester
- 1991 Drie dansen für zehn Blasinstrumente

### Kammermusik
- 1970 Suite für Blechbläser-Quintett
- 1981 Suite n°2 für Blechbläser-Quintett
- 1985 5 Divertimenti für Saxophon-Quartett
- 2003 James Ensor Suite für Saxophon-Quartett

## Filmografie (Auswahl)
- 1966: Der Mann, der sich die Haare kurz schneiden ließ (De man die zijn haar kort liet knippen)
- 1968: Ein Abend … ein Zug (Un soir, un train)
- 1971: Rendezvous in Bray (Rendez-vous à Bray)
- 1983: Das anonyme Bekenntnis (Benvenuta)
- 1987: Barbarische Hochzeit (Les noces barbares)
- 1990: Das Geheimnis des Dirigenten (Il maestro)
- 2001: Pauline und Paulette (Pauline & Paulette)
- 2003: Mein Name ist Bach